# Masonville (Nowy Jork)
Masonville – miasto w Stanach Zjednoczonych, w stanie Nowy Jork, w hrabstwie Delaware.